# Eduard Schalk
Eduard Schalk (* 22. Mai 1908 in Bocksdorf; † unbekannt) war ein österreichischer, nationalsozialistischer Politiker und Landwirt aus Bocksdorf. Er hatte 1938 das Amt des Kreisbauernführers inne und wurde am 15. März 1938 von Gauleiter Tobias Portschy zum Mitglied des Burgenländischen Landtags ernannt. Am 11. Mai 1938 beantragte er die Aufnahme in die NSDAP und wurde rückwirkend zum 1. Mai aufgenommen (Mitgliedsnummer 6.103.486).
Über das sonstige Leben vor und nach dem Jahr 1938 ist nichts bekannt.